# Unione Calcio Sampdoria 1989-1990
Questa voce raccoglie le informazioni riguardanti l'Unione Calcio Sampdoria nelle competizioni ufficiali della stagione 1989-1990.

## Stagione
La Sampdoria di Vujadin Boškov si presenta ai nastri di partenza dell'annata 1989-90 puntando ancora sulla coppia Mancini-Vialli in attacco. Nel mese di novembre la squadra blucerchiata contende all'Inter la Supercoppa italiana, soccombendo di fronte ai nerazzurri (2-0).
Il campionato viene archiviato con un discreto quinto posto, nonostante a metà torneo i liguri erano staccati solo di 5 punti della capolista Napoli che andrà poi a vincere il suo secondo Scudetto. In questo frangente i doriani hanno pagato l'infortunio occorso al loro numero nove Vialli, venendo anche eliminati nella fase a gironi della Coppa Italia.
Maggiori soddisfazioni giungono dalla Coppa delle Coppe, dove la Sampdoria approda alla finale per il secondo anno consecutivo, anche grazie alle reti del suo attaccante cremonese, che nella finale mette a segno una doppietta contro l'Anderlecht: così, al suo secondo tentativo, il club doriano coglie il primo alloro della sua storia in campo europeo.
Protagonisti anche di questa stagione, i gemelli del gol blucerchiati vanno a segno 21 volte con Vialli e 14 con Mancini.

## Rosa
| N. |                     | Ruolo | Calciatore                 |
| -- | ------------------- | ----- | -------------------------- |
|    | Italia (bandiera)   | P     | Gianluca Pagliuca          |
|    | Italia (bandiera)   | P     | Giulio Nuciari             |
|    | Italia (bandiera)   | P     | Fabrizio Casazza           |
|    | Italia (bandiera)   | D     | Moreno Mannini             |
|    | Italia (bandiera)   | D     | Pietro Vierchowod          |
|    | Italia (bandiera)   | D     | Marco Lanna                |
|    | Italia (bandiera)   | D     | Amedeo Carboni             |
|    | Italia (bandiera)   | D     | Luca Pellegrini (capitano) |
|    | Svizzera (bandiera) | D     | Patrick Moro               |
|    | Italia (bandiera)   | D     | Fausto Pari                |
|    | Italia (bandiera)   | C     | Giovanni Invernizzi        |

| N. |                       | Ruolo | Calciatore       |
| -- | --------------------- | ----- | ---------------- |
|    | Italia (bandiera)     | C     | Attilio Lombardo |
|    | Jugoslavia (bandiera) | C     | Srečko Katanec   |
|    | Italia (bandiera)     | C     | Fausto Salsano   |
|    | Italia (bandiera)     | C     | Giuseppe Dossena |
|    | Italia (bandiera)     | C     | Roberto Breda    |
|    | Brasile (bandiera)    | C     | Toninho Cerezo   |
|    | Spagna (bandiera)     | C     | Víctor Muñoz     |
|    | Italia (bandiera)     | A     | Roberto Mancini  |
|    | Italia (bandiera)     | A     | Gianluca Vialli  |
|    | Italia (bandiera)     | A     | Enrico Chiesa    |

## Risultati

### Serie A

#### Girone di andata
| Arbitro: | Agnolin (Bassano del Grappa) |

|  |           |                           |
|  | Marcatori | 29’ Pellegrini 34’ Vialli |

| Genova 3 settembre 1989 2ª giornata | Sampdoria                     | 0 – 0 | Bari | Stadio Luigi Ferraris\| Arbitro: \| Quartuccio (Torre Annunziata) \| |
| Arbitro:                            | Quartuccio (Torre Annunziata) |       |      |                                                                      |

| Arbitro: | D'Elia (Salerno) |

|                    |           |             |
| Cvetkovic 84’, 87’ | Marcatori | 83’ Salsano |

| Arbitro: | Agnolin (Bassano del Grappa) |

|                       |           |  |
| Vialli 33’ Cerezo 70’ | Marcatori |  |

| Arbitro: | Pairetto (Torino) |

|                                   |           |                                           |
| Sensini 26’ Gallego 28’ Balbo 36’ | Marcatori | 40’ (aut.) Paganin 69’ Vialli 85’ Katanec |

| Arbitro: | Sguizzato (Verona) |

|             |           |  |
| Katanec 39’ | Marcatori |  |

| Arbitro: | D'Elia (Salerno) |

|              |           |                        |
| Fontolan 19’ | Marcatori | 44’ Vialli 60’ Mancini |

| Arbitro: | Nicchi (Arezzo) |

|            |           |  |
| Vialli 16’ | Marcatori |  |

| Arbitro: | Lo Bello (Siracusa) |

|                                         |           |             |
| Volpecina 23’ Battistini 34’ Baggio 53’ | Marcatori | 36’ Mancini |

| Arbitro: | Longhi (Roma) |

|               |           |  |
| Alejnikov 34’ | Marcatori |  |

| Arbitro: | Pairetto (Torino) |

|                                         |           |                             |
| Salsano 24’ Mancini 43’ Vialli 55’, 86’ | Marcatori | 48’ Desideri 73’ Rizzitelli |

| Arbitro: | Agnolin (Bassano del Grappa) |

|                     |           |             |
| Maradona 24’ (rig.) | Marcatori | 60’ Dossena |

| Arbitro: | Lo Bello (Siracusa) |

|                                     |           |  |
| Dossena 57’ Lombardo 66’ Vialli 71’ | Marcatori |  |

| Lecce 3 dicembre 1989 14ª giornata | Lecce            | 0 – 0 | Sampdoria | Stadio Via del Mare\| Arbitro: \| Lanese (Messina) \| |
| Arbitro:                           | Lanese (Messina) |       |           |                                                       |

| Arbitro: | D'Elia (Salerno) |

|                |           |               |
| Vierchowod 65’ | Marcatori | 70’ Ancelotti |

| Arbitro: | Pairetto (Torino) |

|            |           |                       |
| Zagati 74’ | Marcatori | 8’ Mancini 50’ Cerezo |

| Arbitro: | Nicchi (Arezzo) |

|                    |           |             |
| Mancini 50’ (rig.) | Marcatori | 49’ Dezotti |

#### Girone di ritorno
| Arbitro: | Lo Bello (Siracusa) |

|                         |           |  |
| Mancini 82’, 86’ (rig.) | Marcatori |  |

| Arbitro: | Coppetelli (Tivoli) |

|  |           |                                 |
|  | Marcatori | 52’ (rig.) Mancini 79’ Lombardo |

| Arbitro: | Quartuccio (Torre Annunziata) |

|                   |           |  |
| Lombardo 54’, 70’ | Marcatori |  |

| Arbitro: | D'Elia (Salerno) |

|                   |           |  |
| Matthaus 31’, 41’ | Marcatori |  |

| Arbitro: | Sguizzato (Verona) |

|                               |           |            |
| Mancini 10’, 26’ Lombardo 53’ | Marcatori | 11’ Branca |

| Arbitro: | Agnolin (Bassano del Grappa) |

|                                |           |                  |
| Madonna 16’ (rig.) Porrini 31’ | Marcatori | 22’, 76’ Katanec |

| Genova 11 febbraio 1990 24ª giornata | Sampdoria        | 0 – 0 | Genoa | Stadio Luigi Ferraris\| Arbitro: \| Lanese (Messina) \| |
| Arbitro:                             | Lanese (Messina) |       |       |                                                         |

| Arbitro: | Pezzella (Frattamaggiore) |

|                |           |  |
| Pellegrini 35’ | Marcatori |  |

| Arbitro: | Fabricatore (Roma) |

|                                        |           |  |
| Vierchowod 41’ Lombardo 68’ Vialli 78’ | Marcatori |  |

| Genova 4 marzo 1990 27ª giornata | Sampdoria      | 0 – 0 | Juventus | Stadio Luigi Ferraris\| Arbitro: \| Luci (Firenze) \| |
| Arbitro:                         | Luci (Firenze) |       |          |                                                       |

| Arbitro: | Stafoggia (Pesaro) |

|           |           |                |
| Conti 34’ | Marcatori | 78’ Vierchowod |

| Arbitro: | Lo Bello (Siracusa) |

|                          |           |            |
| Dossena 37’ Lombardo 67’ | Marcatori | 50’ Careca |

| Arbitro: | Trentalange (Torino) |

|              |           |  |
| Giordano 48’ | Marcatori |  |

| Arbitro: | Magni (Bergamo) |

|             |           |  |
| Carboni 25’ | Marcatori |  |

| Arbitro: | Longhi (Roma) |

|             |           |  |
| Massaro 61’ | Marcatori |  |

| Genova 22 aprile 1990 33ª giornata | Sampdoria        | 0 – 0 | Cesena | Stadio Luigi Ferraris\| Arbitro: \| Lanese (Messina) \| |
| Arbitro:                           | Lanese (Messina) |       |        |                                                         |

| Arbitro: | Merlino (Torre del Greco) |

|  |           |                                    |
|  | Marcatori | 12’ Vialli 23’ Katanec 35’ Mancini |

### Coppa Italia

#### Fase eliminatoria
| Arbitro: | Sguizzato (Verona) |

|  |           |                        |
|  | Marcatori | 35’ Vialli 86’ Salsano |

| Arbitro: | Longhi (Roma) |

|  |           |                   |
|  | Marcatori | 34’ (rig.) Vialli |

#### Fase a gironi
| Arbitro: | Dal Forno (Ivrea) |

|                  |           |           |
| Mancini 20’, 82’ | Marcatori | 58’ Edmar |

| Arbitro: | Lanese (Messina) |

|                                    |           |             |
| Marocchi 6’ De Agostini 87’ (rig.) | Marcatori | 22’ Katanec |

### Coppa delle Coppe
| Arbitro: | Crombie |

|  |           |                        |
|  | Marcatori | 40’ Vialli 55’ Mancini |

| Arbitro: | Alexandrov |

|             |           |  |
| Katanec 75’ | Marcatori |  |

| Arbitro: | Spirin |

|             |           |             |
| Wegmann 63’ | Marcatori | 88’ Mancini |

| Arbitro: | Van Langenhove |

|                        |           |  |
| Vialli 75’ (rig.), 88’ | Marcatori |  |

| Arbitro: | Mikkelsen |

|                                |           |  |
| Viechowod 12’ Meier 83’ (aut.) | Marcatori |  |

| Arbitro: | Petrović |

|          |           |                         |
| Wyss 69’ | Marcatori | 44’ Cerezo 82’ Lombardo |

| Arbitro: | Kirschen |

|                   |           |                        |
| Weah 44’ Diaz 81’ | Marcatori | 75’ (rig.), 79’ Vialli |

| Arbitro: | Rosa dos Santos |

|                            |           |  |
| Vierchowod 9’ Lombardo 12’ | Marcatori |  |

| Arbitro: | Galler |

|                   |           |  |
| Vialli 105’, 108’ | Marcatori |  |

### Supercoppa italiana
| Arbitro: | Longhi (Roma) |

|                       |           |  |
| Cucchi 37’ Serena 86’ | Marcatori |  |